# Karellas
I Karellas (in greco Καρέλλας?) sono una famiglia industriale greca.
Le attuali fortune dei Karellas sono legate al processo di industrializzazione della Grecia nella seconda metà dell'Ottocento.

## Demetrios Karellas
Demetrios Karellas (in greco Δημήτριος Καρέλλας?) (...-1918) era proprietario di industrie tessili nell'isola di Syra. Tra il 1912 e il 1913 fu presidente dell'Associazione dei commercianti di Atene.
Ebbe tre figli: Nikolaos, Theodoros e Panagiotis.

## Nikolaos Karellas
Nikolaos Karellas (in greco Νικόλαος Καρέλλας?) assunse la guida delle industrie tessili alla morte del padre nel 1918. Nel 1920 fondò l'azienda tessile Velka (ΒΕΛΚΑ) e, in seguito, nel 1924 la Egeo A.E. (Αιγαίον Α.Ε.) nel Pireo.

## Demetrios N. Karellas
Demetrios N. Karellas (in greco Δημήτριος N. Καρέλλας?) (...-1993) continuò le attività di famiglia, inaugurando lo stabilimento tessile di Laurio nel 1955. Fu a lungo presidente dell'Ethnikos Pireo. Sposato a Anastasia Manos.

## Theodoros Karella
Theodoros Karella (in greco Θεόδωρος Καρέλλα?) (...-1981), industriale. Sposato a Elly Chalikiopoulos, figlia di Luis Chalikiopoulos e di sua moglie Maria Papaleos.

## Altri membri della famiglia
Marina Karella (in greco Μαρίνα Καρέλλα?) (1940), pittrice e scenografa, figlia di Theodoros e nipote paterna di Demetrio N., sposò nel 1965 il principe Michele di Grecia e di Danimarca.